# 聖安德雷斯比利亞塞卡
聖安德雷斯比利亞塞卡（西班牙語：San Andrés Villa Seca），是危地馬拉的城鎮，位於該國西南部，由雷塔盧萊烏省負責管轄，面積256平方公里，海拔高度403米，2002年人口32,819，人口密度每平方公里128.2人。
14°34′N 91°35′W / 14.567°N 91.583°W